# 纽约州立大学系统
纽约州立大学系统（英語：State University of New York，簡稱 SUNY）是纽约州的一个由多家大学校區與學院共同组成的州立大学系統，其总部位於紐約州的首府阿尔巴尼。紐約州立大學是全球最龐大的高等教育系統，整個體制由64所學府組成，19所是四年制大學學制，共有學生近424,000人。
水牛城分校、石溪分校、奧爾巴尼分校和賓漢頓分校是紐約州立大學系统中的四個大學中心，其中水牛城分校、石溪分校是美国大学协会成员，也是该系统的两所旗舰大学。

## 历史
纽约州立大学是1948年由州长托马斯·杜威创立的。

## 下设各校

### 大学中心
| 分校                               | 图片 |
| ---------------------------------- | ---- |
| 紐約州立大學奧爾巴尼分校           |      |
| 纽约州立大学石溪分校（旗舰大学）   |      |
| 紐約州立大學水牛城分校（旗舰大学） |      |
| 紐約州立大學賓漢頓分校             |      |

### 其他学位颁发机构
- 纽约州立大学眼科学院（英语：State University of New York College of Optometry）[6]
- 纽约州立大学下州医学中心（英语：SUNY Downstate Medical Center）[7]
- 纽约州立大学上州医科大学（英语：State University of New York Upstate Medical University）[8]
- 纽约州立大学理工学院[9]
- 纽约州立大学环境与森林学院[10]
- 一所位于阿尔弗雷德大学（英语：Alfred University）的法定学院：
  - 纽约州陶瓷学院（英语：New York State College of Ceramics）[11]
- 四所位于康奈尔大学的法定学院：
  - 康奈尔大学农业和生命科学学院（英语：Cornell University College of Agriculture and Life Sciences） (CALS)[12]（包括位于纽约州日内瓦的州立动物实验基地）
  - 康奈尔大学人类生态学院（英语：Cornell University College of Human Ecology） (HumEc)[13]
  - 康奈尔大学兽医学院（英语：Cornell University College of Veterinary Medicine）[14]
  - 康奈尔大学劳工关系学院（英语：Cornell University School of Industrial and Labor Relations） (ILR School)[15]

### 本科学院
- 纽约州立大学布法罗学院[16]
- 纽约州立大学帝国州学院[17]
- 纽约州立大学普切斯学院（英语：State University of New York at Purchase）[18]
- 纽约州立大学几内索学院（英语：State University of New York at Geneseo）[19]
- 纽约州立大学新普内兹学院（英语：State University of New York at New Paltz）[20]
- 纽约州立大学奥斯威戈学院（英语：State University of New York at Oswego）[21]
- 纽约州立大学普兹丹学院（英语：State University of New York at Potsdam）[22]
- 纽约州立大学哥特兰学院（英语：State University of New York at Cortland）[23]
- 纽约州立大学奥内斯塔学院（英语：State University of New York at Oneonta）[24]
- 纽约州立大学弗雷多尼尔学院（英语：State University of New York at Fredonia）[25]
- 纽约州立大学普雷兹堡学院（英语：State University of New York at Plattsburgh）[26]
- 纽约州立大学布拉克波特学院（英语：State University of New York at Brockport）[27]
- 纽约州立大学旧韦斯特布里学院（英语：State University of New York at Old Westbury）[28]

### 科技学院
- 艾尔弗雷德州立学院（英语：Alfred State College）[29]
- 纽约州立大学法名戴尔学院（英语：State University of New York at Farmingdale）[30]
- 时尚設計学院（英语：Fashion Institute of Technology）[31]
- 纽约州立大学莫里斯威尔学院（英语：State University of New York at Morrisville）[32]
- 纽约州立大学坎顿学院（英语：State University of New York at Canton）[33]
- 纽约州立大学科博斯吉尔学院（英语：State University of New York at Cobleskill）[34]
- 纽约州立大学德里学院（英语：State University of New York at Delhi）[35]
- 纽约州立大学海事学院[36]

### 社区学院
| - 阿迪龙戴克社区学院 - 布鲁姆社区学院 - 卡尤佳社区学院 - 克林顿社区学院 - 哥伦比亚格林社区学院 - 康宁社区学院 - 达切斯社区学院 - 伊利社区学院 - 手指湖社区学院 - 富尔顿蒙哥马利社区学院 | - 吉尼斯社区学院 - 何几梅尔县社区学院 - 哈德逊谷社区学院 - 杰姆逊城社区学院 - 杰弗逊社区学院 - 莫奥克谷社区学院 - 梦露社区学院 - 拿骚社区学院 - 尼亚加拉县社区学院 - 北部社区学院（埃塞克与富兰克林学院） - 奥诺达加社区学院 | - 桔县社区学院 (SUNY Orange) - 洛克兰社区学院 - 斯内打地县社区学院 - 萨福克县社区学院 - 沙利文县社区学院 - 汤姆金斯哥特兰社区学院 (TC3) - 阿尔斯特社区学院 (SUNY Ulster) - 韦斯特切斯特社区学院 |

## 地理分布
以上所有学校都位于纽约州，除了位于宾夕法尼亚州的杰姆逊城社区学院的沃伦中心。该中心是由宾夕法尼亚州教育部认证的。沃伦中心位于纽约州杰姆逊城以南25英里处，沃伦州立医院的地块上。

## 争议
2013年，该校科技学院（SUNY-IT）涉嫌歧视华人教授，在教授向校方举报同事逼迫其要将名字强加入华人教授所写论文中一事后被校方报复解雇，后经法院判决歧视成立。